# Preston Lacy
Preston Lacy (14 de agosto de 1969 emn Carthage, Missouri) é um performer e um escritor de show para a televisão e para companhias de cinema, Jackass.

## História
Ex-caminhoneiro, Preston conheceu Johnny Knoxville nas ruas de Hollywood onde os dois frequentemente se encontravam nos testes para comerciais e cinema. Com o surgimento do "Jackass" era inevitável que Preston acabaria ligando para seu amigo mais cedo ou mais tarde. E logo começou a aparecer no escritório com todo o entusiasmo.  Tirando vantagens de suas infelizes habilidades como "controle de raiva", Preston teve muito tempo para impor seu peso como um forte membro do elenco - com a condição de que tivesse 30 segundos para "entrar na personagem".